# Kaktovik
Kaktovik (engelska Kaktovik) är ett litet samhälle i Alaska som ligger vid Norra ishavets kust i Beauforthavet. Hela orten är ett alkoholfritt område .

## Staden
Kaktovik ligger på Barteröns nordöstra del cirka 450 km sydöst om Barrow vid Areyviken på Alaskas norra kust och cirka 145 km väster om den kanadensiska gränsen. Dess geografiska koordinater är 70°07′39″N 143°36′52″V / 70.12750°N 143.61444°V
Orten har en areal om cirka 2,2 km² .
Befolkningen uppgår till cirka 300 invånare av Inupiaqfolket (inuiter) .
Barteröns flygplats Barter Island Airport (flygplatskod "BTI") är en militärflygplats och ligger direkt nordöst om centrum.
Förvaltningsmässigt ingår orten i distriktet "North Slope Borough" och ligger inom nationalparken Arctic National Wildlife Refuge.

## Historia
I början av 1900-talet var orten och ön en viktig handels- och mötesplats för inuiter från Alaska och Kanada .
Under det Kalla kriget byggde USA åren 1953 till 1954 såväl flygplatsen som en radarstation (som del i den så kallade "Distant Early Warning Line") intill orten.
1971 utnämndes orten till "Incorporated second class city" av United States Census Bureau .